# Zygmunt Bauman
Zygmunt Bauman (født 19. november 1925 i Poznań, Polen, død 9. januar 2017 i Leeds, England) var en polsk sociolog, bosiddende i Leeds, England.
I 1992 modtog Bauman den europæiske Amalfipris for sociologi og samfundsvidenskab, og i 1998 modtog han Adorno-prisen.

### Bøger af Bauman

#### Udgivet fra Warszawa
- 1957: Zagadnienia centralizmu demokratycznego w pracach Lenina [Questions of Democratic Centralism in Lenin's Works]. Warszawa: Książka i Wiedza.
- 1959: Socjalizm brytyjski: Źródła, filozofia, doktryna polityczna [British Socialism: Sources, Philosophy, Political Doctrine]. Warszawa: Państwowe Wydawnictwo Naukowe.
- 1960: Klasa, ruch, elita: Studium socjologiczne dziejów angielskiego ruchu robotniczego [Class, Movement, Elite: A Sociological Study on the History of the British Labour Movement]. Warszawa: Państwowe Wydawnictwo Naukowe.
- 1960: Z dziejów demokratycznego ideału [From the History of the Democratic Ideal]. Warszawa: Iskry.
- 1960: Kariera: cztery szkice socjologiczne [Career: Four Sociological Sketches]. Warszawa: Iskry.
- 1961: Z zagadnień współczesnej socjologii amerykańskiej [Questions of Modern American Sociology]. Warszawa: Książka i Wiedza.
- 1962 (with Szymon Chodak, Juliusz Strojnowski, Jakub Banaszkiewicz): Systemy partyjne współczesnego kapitalizmu [The Party Systems of Modern Capitalism]. Warsaw: Książka i Wiedza.
- 1962: Spoleczeństwo, w ktorym żyjemy [The Society We Live In]. Warsaw: Książka i Wiedza.
- 1962: Zarys socjologii. Zagadnienia i pojęcia [Outline of Sociology. Questions and Concepts]. Warszawa: Państwowe Wydawnictwo Naukowe.
- 1963: Idee, ideały, ideologie [Ideas, Ideals, Ideologies]. Warszawa: Iskry.
- 1964: Zarys marksistowskiej teorii spoleczeństwa [Outline of the Marxist Theory of Society]. Warszawa: Państwowe Wydawnictwo Naukowe.
- 1964: Socjologia na co dzień [Sociology for Everyday Life]. Warszawa: Iskry.
- 1965: Wizje ludzkiego świata. Studia nad społeczną genezą i funkcją socjologii [Visions of a Human World: Studies on the social genesis and the function of sociology]. Warszawa: Książka i Wiedza.
- 1966: Kultura i społeczeństwo. Preliminaria [Culture and Society, Preliminaries]. Warszawa: Państwowe Wydawnictwo Naukowe.

#### Udgivet fra Leeds
- 1972: Between Class and Elite. The Evolution of the British Labour Movement. A Sociological Study. Manchester: Manchester University Press ISBN 0-7190-0502-7 (Polish original 1960)
- 1973: Culture as Praxis. London: Routledge & Kegan Paul. ISBN 0-7619-5989-0
- 1976: Socialism: The Active Utopia. New York: Holmes and Meier Publishers. ISBN 0-8419-0240-2
- 1976: Towards a Critical Sociology: An Essay on Common-Sense and Emancipation. London: Routledge & Kegan Paul. ISBN 0-7100-8306-8
- 1978: Hermeneutics and Social Science: Approaches to Understanding. London: Hutchinson. ISBN 0-09-132531-5
- 1982: Memories of Class: The Pre-history and After-life of Class. London/Boston: Routledge & Kegan Paul. ISBN 0-7100-9196-6
- c1985 Stalin and the peasant revolution: a case study in the dialectics of master and slave. Leeds: University of Leeds Department of Sociology. ISBN 0-907427-18-9
- 1987: Legislators and interpreters – On Modernity, Post-Modernity, Intellectuals. Ithaca, N.Y.: Cornell University Press. ISBN 0-8014-2104-7
- 1988: Freedom. Philadelphia: Open University Press. ISBN 0-335-15592-8
- 1989: Modernity and The Holocaust. Ithaca, N.Y.: Cornell University Press 1989. ISBN 0-8014-2397-X
- 1990: Paradoxes of Assimilation. New Brunswick: Transaction Publishers.
- 1990: Thinking Sociologically. An introduction for Everyone. Cambridge, Mass.: Basil Blackwell. ISBN 0-631-16361-1
- 1991: Modernity and Ambivalence. Ithaca, N.Y.: Cornell University Press. ISBN 0-8014-2603-0
- 1992: Intimations of Postmodernity. London, New York: Routhledge. ISBN 0-415-06750-2
- 1992: Mortality, Immortality and Other Life Strategies. Cambridge: Polity. ISBN 0-7456-1016-1
- 1993: Postmodern Ethics. Cambridge, MA: Basil Blackwell. ISBN 0-631-18693-X
- 1994: Dwa szkice o moralności ponowoczesnej [Two sketches on postmodern morality]. Warszawa: IK.
- 1995: Life in Fragments. Essays in Postmodern Morality. Cambridge, MA: Basil Blackwell. ISBN 0-631-19267-0
- 1996: Alone Again – Ethics After Certainty. London: Demos. ISBN 1-898309-40-X
- 1997: Postmodernity and its discontents. New York: New York University Press. ISBN 0-7456-1791-3
- 1997: Ciało i przemoc w obliczu ponowoczesności [Body and Violence in the Face of Postmodernity]. Toruń: Wydawnictwo Naukowe Uniwersytetu Mikołaja Kopernika. ISBN 83-231-0654-1
- 1997: (with Roman Kubicki, Anna Zeidler-Janiszewska) Humanista w ponowoczesnym świecie – rozmowy o sztuce życia, nauce, życiu sztuki i innych sprawach [A Humanist in the Postmodern World – Conversations on the Art of Life, Science, the Life of Art and Other Matters]. Warszawa: Zysk i S-ka. ISBN 83-7150-313-X
- 1998: Work, consumerism and the new poor. Philadelphia: Open University Press. ISBN 0-335-20155-5
- 1998: Globalization: The Human Consequences. New York: Columbia University Press. ISBN 0-7456-2012-4
- 1999: In Search of Politics. Cambridge: Polity. ISBN 0-7456-2172-4
- 2000: Liquid Modernity. Cambridge: Polity ISBN 0-7456-2409-X
- (2000 [ed. by Peter Beilharz]: The Bauman Reader. Oxford: Blackwell Publishers. ISBN 0-631-21492-5)
- 2001: Community. Seeking Safety in an Insecure World. Cambridge: Polity. ISBN 0-7456-2634-3
- 2001: The Individualized Society. Cambridge: Polity. ISBN 0-7456-2506-1
- 2001 (with Keith Tester): Conversations with Zygmunt Bauman. Cambridge: Polity. ISBN 0-7456-2664-5
- 2001 (with Tim May): Thinking Sociologically, 2nd edition. Oxford: Blackwell Publishers. ISBN 0-631-21929-3
- 2002: Society Under Siege. Cambridge: Polity. ISBN 0-7456-2984-9
- 2003: Liquid Love: On the Frailty of Human Bonds, Cambridge: Polity. ISBN 0-7456-2489-8
- 2003: City of fears, city of hopes. London: Goldsmith's College. ISBN 1-904158-37-4
- 2004: Wasted Lives. Modernity and its Outcasts. Cambridge: Polity. ISBN 0-7456-3164-9
- 2004: Europe: An Unfinished Adventure. Cambridge: Polity. ISBN 0-7456-3403-6
- 2004: Identity: Conversations with Benedetto Vecchi. Cambridge: Polity. ISBN 0-7456-3308-0
- 2005: Liquid Life. Cambridge: Polity. ISBN 0-7456-3514-8
- 2006: Liquid Fear. Cambridge: Polity. ISBN 0-7456-3680-2
- 2006: Liquid Times: Living in an Age of Uncertainty. Cambridge: Polity. ISBN 0-7456-3987-9
- 2007: Consuming Life. Cambridge: Polity. ISBN 0-7456-4002-8
- 2008: Does Ethics Have a Chance in a World of Consumers?. Cambridge, MA: Harvard University Press. ISBN 0-674-02780-9
- 2008: The Art of Life. Cambridge: Polity. ISBN 0-7456-4326-4

### Bøger om Bauman
- 1995: Richard Kilminster, Ian Varcoe (eds.), Culture,Modernity and Revolution: Essays in Honour of Zygmunt Bauman. London: Routledge. ISBN 0-415-08266-8
- 2000: Peter Beilharz, Zygmunt Bauman: Dialectic of Modernity. London: Sage. ISBN 0-7619-6735-4
- 2000: Dennis Smith, Zygmunt Bauman: Prophet of Postmodernity (Key Contemporary Thinkers). Cambridge: Polity. ISBN 0-7456-1899-5
- 2004: Keith Tester, The Social Thought of Zygmunt Bauman. Palgrave MacMillan. ISBN 1-4039-1271-8
- 2005: Tony Blackshaw, Zygmunt Bauman (Key Sociologists). London/New York: Routledge. ISBN 0-415-35504-4
- 2006: Keith Tester, Michael Hviid Jacobsen, Bauman Before Postmodernity: Invitation, Conversations and Annotated Bibliography 1953-1989. Aalborg: Aalborg University Press. ISBN 87-7307-738-0
- 2007: Keith Tester, Michael Hviid Jacobsen, Sophia Marshman, Bauman Beyond Postmodernity: Conversations, Critiques and Annotated Bibliography 1989-2005. Aalborg: Aalborg University Press. ISBN 87-7307-783-6
- 2007: Anthony Elliott (ed.), The Contemporary Bauman. London: Routledge. ISBN 0-415-40969-1
- 2008: Michael Hviid Jacobsen, Poul Poder (eds.), The Sociology of Zygmunt Bauman: Challenges and Critique. London: Ashgate. ISBN 0-7546-7060-0.